# 카튜샤 로켓
카튜샤 다연장 로켓포(러시아어: Катю́ша, 러시아어 발음: [kɐˈtʲuʂə] ( 듣기))는 제2차 세계 대전 때 처음 만들어지고 배치된 소련의 로켓포이다. 카튜샤 로켓과 같은 다연장 로켓포는 일반적인 포보다 목표 지점에 더욱 정확하게 폭발물을 전달할 수 있지만, 정확도가 떨어지고 장전 시간이 더 오래 걸린다. 야포와 비교했을 때 카튜샤 로켓은 저렴하고, 생산하기 쉬우며 어떤 차체에든 사용할 수 있다. 제2차 세계 대전의 카튜사는 소련이 최초로 대량 양산한 로켓포이며 주로 트럭에 실렸다. 이러한 이동성 덕분에 카튜샤는 한 번에 대량의 폭발을 일으킬 수 있었고, 사후이속이 가능했으며, 대포대 사격도 가능했다. 제2차 세계 대전 때 사용된 카튜샤는 BM-13, BM-8, BM-31가 있다. 오늘날, "카튜샤"라는 명칭은 소련 이후 시기 생산된 트럭에 탑재된 다연장 로켓포나, 비소련권에서 생산된 BM-21과 같은 비소련권 다연장 로켓포를 가리키는 별명으로도 쓰인다.
15세기에 카튜샤 로켓과 비슷한 무기가 있었으나, 카튜샤의 디자인은 주세페 피에스키의 "Machine infernale'"에서 유래한 것으로 보인다.

## 제2차 세계 대전

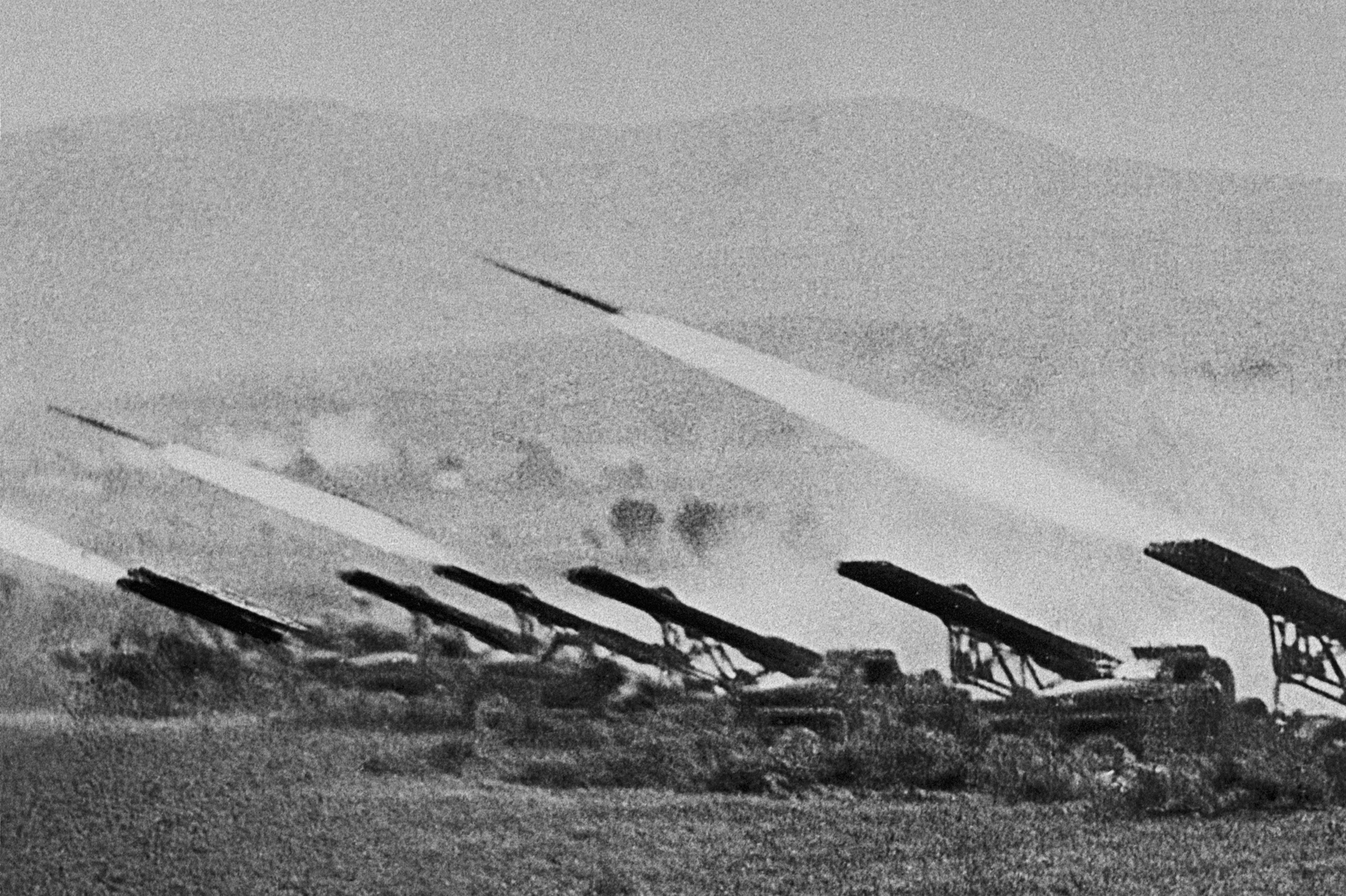
1942년 10월 6일 스탈린그라드 전투 당시의 카튜샤.

카튜샤 로켓포는 보로네시에서 개발되었으며, 제2차 세계 대전 당시 트럭, 대포 견인차, 전차, 장갑열차, 해상 및 하천용 선박 등 다양한 대에 거치되어 공격 지원 무기로 사용되었다. 소련 공병들은 시가전을 위해 하나의 카튜샤 로켓을 철도 선로에 장착하기도 했다.
카튜샤 로켓포의 디자인은 비교적 간단했다. 로켓이 장착되는 평형 레일의 받침대와 레일을 발사위치로 올리기 위한 접이식 뼈대로 구성되었다. 각 트럭은 14개에서 48개의 발사대를 가지고 있었다. BM-13의 RS-82 로켓은 80cm의 길이에 13.2cm의 구경과 42kg의 무게를 가지고 있었다.
카튜샤 로켓포는 전통적인 야포보다는 정확도가 떨어졌지만, 융단폭격을 할 때는 매우 효율적이었다. BM-13 발사대 4기로 구성된 포대가 7-10초 안에 400,000 평방미터의 영향 지역에서 4.35톤의 고폭탄을 발사할 수 있었으며, 이는 72발의 재래식 대포와 거의 맞먹는 위력을 발휘하는 것이었다. 효율적인 승무원이 있으면 발사 후 즉시 새로운 장소로 재배치할 수 있어 적에게 대포병 사격의 기회를 주지 않을 수 있었다. 카튜샤 포대는 적군에 충격 효과를 일으키기 위해 자주 대량으로 집결되었다. 이 무기의 단점은 발사기를 재장전하는 데 시간이 오래 걸린다는 점으로, 사격 속도가 꾸준히 낮아질 수 있는 기존 야포와 대비된다.

## 같이 보기
- 장사정포
- 구룡 다련장로켓